# Реметя (комуна, Харгіта)
Реметя (рум. Remetea) — комуна у повіті Харгіта в Румунії. До складу комуни входять такі села (дані про населення за 2002 рік):
- Мартонка
- Реметя (6250 осіб) — адміністративний центр комуни
- Сінеу (62 особи)
- Феджецел (4 особи)

Комуна розташована на відстані 266 км на північ від Бухареста, 54 км на північний захід від М'єркуря-Чука, 140 км на схід від Клуж-Напоки, 127 км на північ від Брашова.

## Населення
За даними перепису населення 2002 року у комуні проживали 6316 осіб.
Національний склад населення комуни:
| Національність | Кількість осіб | Відсоток |
| -------------- | -------------- | -------- |
| угорці         | 6269           | 99,3%    |
| румуни         | 46             | 0,7%     |
| чанго          | 1              | < 0,1%   |

Рідною мовою назвали:
| Мова      | Кількість осіб | Відсоток |
| --------- | -------------- | -------- |
| угорська  | 6273           | 99,3%    |
| румунська | 43             | 0,7%     |

Склад населення комуни за віросповіданням:
| Релігія                                       | Кількість осіб | Відсоток |
| --------------------------------------------- | -------------- | -------- |
| римо-католики                                 | 6176           | 97,8%    |
| реформати                                     | 49             | 0,8%     |
| православні                                   | 32             | 0,5%     |
| унітарії                                      | 8              | 0,1%     |
| не релігійні                                  | 7              | 0,1%     |
| греко-католики                                | 3              | < 0,1%   |
| бретрени                                      | 3              | < 0,1%   |
| старообрядці                                  | 1              | < 0,1%   |
| лютерани (Синодально-пресвітеріанська церква) | 1              | < 0,1%   |
| лютерани (Аугсбурзького сповідання)           | 1              | < 0,1%   |

## Зовнішні посилання
- Дані про комуну Реметя на сайті Ghidul Primăriilor